# SOE (певица)
SOE (имя при рождении — Василюк Ольга Павловна, род. 24 сентября 1994, Житомир, Украина) — украинская певица, композитор, участница отбора Евровидения-2017, участница Славянского базара, c 2021 года — ведущая музыкальной премии Шлягер года.

## Биография
Родилась в городе Житомире в 1994 году в многодетной семье.
Старшая сестра Ольги посещала музыкальную школу по классу фортепиано. В 4 года Василюк начала писать свои первые песни. Со её слов — это не были полноценные работы, а всего лишь ремейки песен известных артистов, в которых она додумывала свои музыкальные партии, бэк-вокалы, новые тексты или музыку. В школе Ольга в хоре, входила в состав поэтического кружка житомирского поэта Валентина Грабовского.
В 13 лет поступила в музыкальную школу № 3 Житомира по классу вокально-хорового пения. В связи с тем, что остальные ученики были значительно младше ее, учиться ей было сложно, и в итоге обучение забросила. Через год познакомилась с житомирским автором-исполнителем Владимиром Шинкаруком. Он дал ей контакты музыкантов и студии звукозаписи, где она начала записывать свои первые авторские песни.
После школы Василюк поступила в Житомирский государственный технологический университет на факультет инженерно-компьютерных технологий. По её словам, это направление было единственным возможным вариантом получить высшее образование на бюджете. На втором курсе университета от сердечного приступа умер отец, после этого она переехала в Киев, где работала композитором на студии звукозаписи, писала песни артистам (Веста Сенная, Kate Link, Елена Love и др), а к концу 2011 года, собрав минимальный начальный капитал, начала издавать собственный авторский материал.
В это время сотрудничала с музыкантом группы Gorchitza Алексеем Лаптевым, клипмейкером группы «Друга Ріка» Виктором Скуратовским), снималась у кинорежиссёра Семёна Горова, Александра Филатовича.

## Музыкальная деятельность
Под собственным именем выпустила несколько треков, однако коммерческого успеха песни не получили.
Работала в роли штатного автора песен для студий звукозаписи, откладывая финансы на собственный сольный проект, однако в 2014 году все сбережения «сгорели» в связи с ликвидацией банка «Форум»..
В ноябре 2014 года выпустила трек «Невеста», который возглавил чарт М20 на канале М1. В декабре 2014 на канале Муз-ТВ эта же песня заняла 6-е место в рейтинге.
В 2016 году стала специально приглашенным гостем на отборе Детского Евровидения 2016, а в июле следующего — звездным гостем фестиваля «Славянский базар-2017».
В декабре 2017 года Василюк получила премию «Музыкальной платформы»-2017 за лучшую песню.
В 2017 году прошла первый отборочный тур Евровидения, но до первого полуфинала не дошла.

## Создание проекта SOE
В 2020 году изменила имя на сценический псевдоним SOE, а также кардинально изменила свой стиль и музыку
.
Первым официальным стартом проекта SOE стала песня «Сигналы», которая вошла в ТОП 100 Шазам Украина.
В 2020 году издала второй трек «В одном созвездии», однако в ТОП чарты песня не вошла.
В 2021 году SOE издала песню под названием «Шестое чувство», которая после недели ротаций вошла в ТОП 200 Shazam Украина.
Через месяц артистка выпустила трек "Не парит", который вошел в чарты ТОП 100 Шазам и ТОП 100 Spotify.
В июле 2021 года SOE выпустила свой первый клип "Ретроградный меркурий", который после недели ротаций набрал на YouTube более милиона просмотров, а также вошел в ТОП 100 Шазам и ТОП 50 Spotify.

## Другая деятельность
В 2016 году была приглашена ведущей музыкального хит-парада Ello-Week, который выходил на канале Ello TV.
В 2017 году стала ведущей Новогоднего огонька на канале UA: Первый вместе с Тимуром Мирошниченко и Софией Тарасовой.
В 2018 году также стала ведущей Новогодней музыкальной программы на канале O-TV.
В 2021 году поддержала каминг-аут артиста Melovin и публично выступила за права ЛГБТ.

## Песни SOE
| Год  | Название песни          | Чарт                           |
| ---- | ----------------------- | ------------------------------ |
| 2020 | «Сигналы»               | ТОП 100 Shazam                 |
| 2020 | «В одном созвездии»     |                                |
| 2021 | «Шестое чувство»        | ТОП 200 Shazam                 |
| 2021 | «Не парит»              | ТОП 100 Shazam ТОП 100 Spotify |
| 2021 | «Ретроградный меркурий» | ТОП 100 Shazam ТОП 50 Spotify  |
| 2021 | «Загляни»               |                                |

### Песни в проекте Ольга Василюк
| Год  | Название песни    | Автор | Награда                                 |
| ---- | ----------------- | ----- | --------------------------------------- |
| 2014 | «Невеста»         | SOE   | ТОП3 по версии Zaycev.net               |
| 2015 | «Боль моя»        | SOE   | Шлягер года                             |
| 2015 | «Нет тебя»        | SOE   |                                         |
| 2017 | «Больше не будет» | SOE   | Музыкальная платформа                   |
| 2017 | «Стриптиз»        | SOE   | Музыкальная платформа                   |
| 2017 | «Принц»           | SOE   | Славянский базар, Музыкальная платформа |
| 2018 | «Назавжди»        | SOE   | Українська пісня, Шлягер года           |
| 2018 | «Не твоя»         | SOE   | Шлягер года                             |
| 2018 | «Лялька Вуду»     | SOE   |                                         |
| 2019 | «Мама»            | SOE   |                                         |
| 2019 | «Літній час»      | SOE   |                                         |

## Клипы SOE
| Год  | Название песни          |
| ---- | ----------------------- |
| 2020 | «Сигналы»               |
| 2020 | «В одном созвездии»     |
| 2021 | «Шестое чувство»        |
| 2021 | «Не парит»              |
| 2021 | «Ретроградный меркурий» |
| 2021 | «Загляни»               |

### Клипы в проекте Ольга Василюк
| Год  | Название песни    | Режиссер            | Награда |
| ---- | ----------------- | ------------------- | ------- |
| 2014 | «Невеста»         | Виктор Скуратовский | M1      |
| 2015 | «Боль моя»        | Семён Горов         |         |
| 2017 | «Больше не будет» | Александр Филатович |         |
| 2017 | «Стриптиз»        | Александр Филатович |         |
| 2017 | «Принц»           |                     |         |
| 2018 | «Не твоя»         |                     |         |
| 2018 | «Лялька Вуду»     |                     |         |

## Саундтреки к фильмам
| Песня     | Название фильма | Год  | Награды                                                                                       |
| --------- | --------------- | ---- | --------------------------------------------------------------------------------------------- |
| «Невеста» | «Вера»          | 2015 | Кинофестиваль «Киты»-2015, «Золотой цыплёнок»-2015, Одесский международный кинофестиваль-2015 |